# Chevrolet Agile

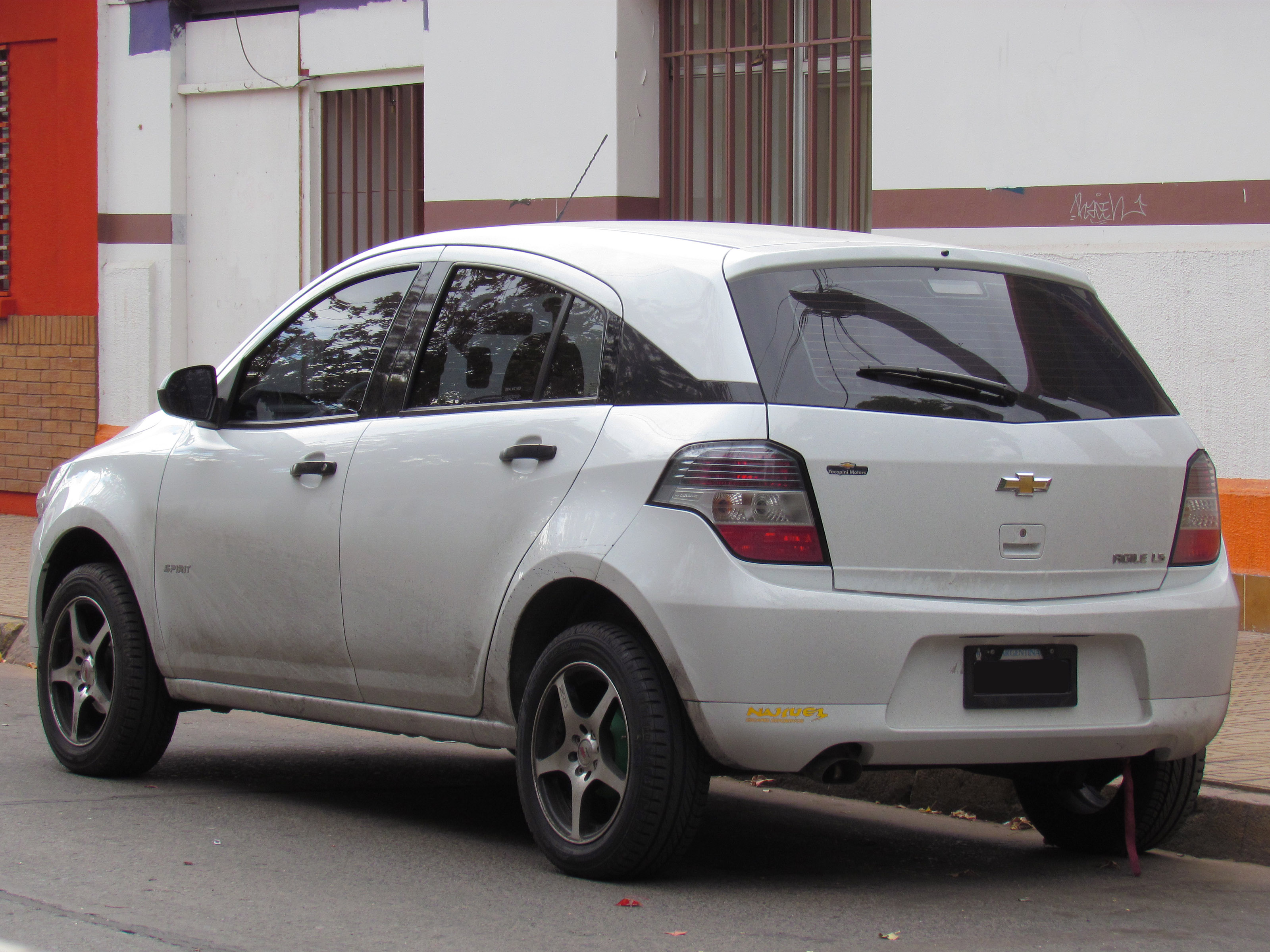
Вид сзади

Chevrolet Agile — субкомпактный автомобиль, выпускавшийся компанией Chevrolet с 2009 по 2016 год с рестайлингом в 2013 году. Разработан в Бразилии и выпускался в Аргентине.

## Технические характеристики
Chevrolet Agile выпускался в комплектациях LT и LTZ, а на некоторых рынках автомобиль продавался в комплектации LS. В комплектацию LTZ входят антиблокировочные системы.

## Двигатели
На большинстве рынков Южной Америки объём двигателя составляет 1389 см3, мощность — 92 л. с., а крутящий момент — 120 Н⋅м. В Бразилии объём двигателя составлял 1,4 литра, мощность — 97 л. с., а крутящий момент — 132 Н⋅м. На этаноле мощность двигателя составляла 102 л. с., а крутящий момент — 132 Н⋅м.

## Безопасность
В 2013 году Chevrolet Agile в комплектации LS без подушек безопасности и ABS был оценён Latin NCAP как абсолютно небезопасный, получив ноль звёзд для взрослых пассажиров и две звезды для детей.